# 세계 종목별 스피드스케이팅 선수권 대회
세계 종목별 스피드 스케이팅 선수권 대회(영어: World Single Distance Championships)는 국제빙상경기연맹(ISU)에서 주관하는 세계 규모의 스피드 스케이팅 종목 경기 대회이다.
오랫동안 스피드 스케이팅 종목은 여러 거리를 합산하여 겨루는 경기를 세계 선수권 대회(중·장거리 선수는 종합 선수권 대회, 단거리 선수는 스프린트 선수권 대회)로 치렀으나, 올림픽의 경우에서와 같이 개별 종목 거리에 대한 시상도 별도로 해야 한다는 필요성이 제기되면서 세계 스피드 스케이팅 종목별 선수권 대회가 창설되어, 1996년 노르웨이 하마르에서 제1회 대회가 개최되었다. 현재 개최 종목은 남자 500m·1000m·1500m·5000m·10000m·단체 추발, 여자 500m·1000m·1500m·3000m·5000m·단체 추발로 올림픽과 동일하다. 매년 1회 개최하는 것을 원칙으로 하나, 2002년부터는 동계 올림픽과 겹치는 해에는 동계 올림픽 스피드 스케이팅 대회로 대체하고 별도로 개최하지 않는다.

## 역대 개최지
| 세계 종목별 스피드 스케이팅 선수권 대회 | 세계 종목별 스피드 스케이팅 선수권 대회 |
| 연도                                    | 개최지                                  |
| --------------------------------------- | --------------------------------------- |
| 1996년                                  | 노르웨이 하마르                         |
| 1997년                                  | 폴란드 바르샤바                         |
| 1998년                                  | 캐나다 캘거리                           |
| 1999년                                  | 네덜란드 헤이렌베인                     |
| 2000년                                  | 일본 나가노                             |
| 2001년                                  | 미국 솔트레이크시티                     |
| 2002년                                  | 미개최                                  |
| 2003년                                  | 독일 베를린                             |
| 2004년                                  | 대한민국 서울                           |
| 2005년                                  | 독일 인첼                               |
| 2006년                                  | 미개최                                  |
| 2007년                                  | 미국                                    |
| 2008년                                  | 일본 나가노                             |
| 2009년                                  | 캐나다 밴쿠버                           |
| 2010년                                  | 미개최                                  |
| 2011년                                  | 독일 인첼                               |
| 2012년                                  | 네덜란드 헤이렌베인                     |
| 2013년                                  | 러시아 소치                             |
| 2014년                                  | 미개최                                  |
| 2015년                                  | 네덜란드 헤이렌베인                     |
| 2016년                                  | 러시아 콜롬나                           |
| 2017년                                  | 대한민국 강릉                           |
| 2018년                                  | 미개최                                  |
| 2019년                                  | 인젤                                    |
| 2020년                                  | 솔트레이크시티                          |